# Anchors Aweigh
Anchors Aweigh é um filme dos Estados Unidos de 1945, do gênero comédia musical, realizado por George Sidney.
Neste filme, à excepção da Walt Disney Pictures, foi a primeira vez que, com a ajuda de William Hanna e Joseph Barbera, e a colaboração da MGM Cartoon Studios, que houve uma cena de dança entre um desenho animado e um actor verdadeiro, que se sucede com Gene Kelly e o rato Jerry, uma das personagens de Tom e Jerry.[carece de fontes?]

## Sinopse
Clarence Doolittle e Joseph Brady são dois marujos que foram condecorados por bravura e ganharam quatro dias de licença. Enquanto Brady é um mulherengo, que conhece várias raparigas, Doolittle é tímido, que não conhece nenhuma. Clarence pede a Joseph que o ensine a conquistar raparigas, mas antes mesmo que possam fazer algo são convocados pela polícia, para descobrir quem é o homem que diz que quer alistar-se na Marinha dos Estados Unidos.

## Elenco
- Frank Sinatra.... Clarence Doolittle
- Gene Kelly.... Joseph Brady
- Kathryn Grayson.... Susan Abbott
- José Iturbi.... ele mesmo
- Dean Stockwell.... Donald Martin
- Rags Ragland.... sargento da polícia
- Henry O'Neill.... almirante Hammond
- Carlos Ramírez.... Carlos
- Grady Sutton.... Bertram Kraler
- Pamela Britton

## Prémios e nomeações
- Ganhou o Óscar de melhor banda sonora, além de ter sido nomeado nas categorias de melhor filme, melhor actor (Gene Kelly), melhor canção original (I Fall in Love Too Easily) e melhor fotografia – colorida[carece de fontes?]